# Chelonus iridescens
Chelonus iridescens är en stekelart som beskrevs av Cresson 1865. Chelonus iridescens ingår i släktet Chelonus och familjen bracksteklar. Inga underarter finns listade i Catalogue of Life.